# 1÷x=1 (Undivided)
1÷x=1 (Undivided) là mini-album thứ ba của nhóm nhạc Hàn Quốc Wanna One. Nó được phát hành vào ngày 4 tháng 6, 2018, bởi Swing Entertainment và Stone Music Entertainment.

## Bối cảnh và phát hành
Vào tháng 4, Wanna One công bố các thành viên sẽ được chia thành nhiều nhóm nhỏ và hợp tác cùng với nhiều nghệ sĩ khác như Dynamic Duo, Zico, Nell và Heize cho album sắp tới. Vào ngày 7 tháng 5, Wanna One công bố chủ đề của album mới, 1÷x=1 (Undivided). Nó bao gồm nhiều bài hát của nhóm nhỏ, nó được phát sóng trong chương trình thực tế của nhóm Wanna One Go: X-con. Vào ngày 4 tháng 6, album được phát hành, cùng với video của ca khúc chủ đề, "Light".

## Nhóm nhỏ Wanna One
Các nhóm nhỏ được tiết lộ trong ngày đầu tiên phát sóng Wanna One Go: X-Con.
| Tên nhóm nhỏ    | Nhà sản xuất | Thành viên                              |
| --------------- | ------------ | --------------------------------------- |
| Lean On Me      | Nell         | Hwang Minhyun, Yoon Jisung, Ha Sungwoon |
| Number 1        | Dynamic Duo  | Park Jihoon, Bae Jinyoung, Lai Guanlin  |
| The Heal        | Heize        | Ong Seongwoo, Lee Daehwi                |
| Triple Position | Zico         | Kang Daniel, Kim Jaehwan, Park Woojin   |

## Quảng bá
Wanna One đã quay buổi biểu diễn trực tiếp "Light" và ca khúc của các nhóm nhỏ trong Concert ngày đầu tiên ở Seoul vào ngày 1 tháng 6, nó được phát sóng trên Mnet, kênh tài khoản YouTube và Facebook, thông qua chương trình thực tế, Wanna One Go: X-Con vào ngày 4 tháng 6. Họ còn quảng bá trên các chương trình âm nhạc trong vòng 2 tuần.

## Danh sách bài hát
| STT              | Nhan đề                                                              | Phổ lời                                  | Phổ nhạc                   | Phối âm              | Thời lượng |
| ---------------- | -------------------------------------------------------------------- | ---------------------------------------- | -------------------------- | -------------------- | ---------- |
| 1.               | "Light" (켜줘, "Kyeojwo")                                            | iHwak                                    | iHwak Royal Dive           | Royal Dive           | 3:29       |
| 2.               | "Kangaroo (Prod. Zico)" (캥거루, "Kaenggeoroo") (Triple Position)    | ZICO Kang Daniel Park Woojin Kim Jaehwan | ZICO Poptime               | ZICO Poptime         | 3:43       |
| 3.               | "Forever and A Day (Prod. Nell)" (영원+1, "Yeongwon+1") (Lean On Me) | Kim Jongwan                              | Kim Jongwan                | NELL                 | 4:28       |
| 4.               | "Hourglass (Prod. Heize)" (모래시계, "Moraesigye") (The Heal)        | Heize Ong Seongwoo Lee Daehwi            | Heize Royal Dive           | Royal Dive           | 3:21       |
| 5.               | "11 (Prod. Dynamic Duo)" (No.1)                                      | Choiza Gaeko                             | Gaeko GRAY DAX Lee Taeyeon | GRAY DAX Lee Taeyeon | 3:20       |
| Tổng thời lượng: | Tổng thời lượng:                                                     | Tổng thời lượng:                         | Tổng thời lượng:           | Tổng thời lượng:     | 19:05      |

## Bảng xếp hạng
| Bảng xếp hạng (2018)  | Vị trí cao nhất |
| --------------------- | --------------- |
| Album Hàn Quốc (Gaon) | 1               |